# Monica Tagoai
Pas d'image ? Cliquez ici

a Compétitions nationales et continentales officielles uniquement.

b Matchs officiels uniquement.
Dernière mise à jour le 24 juin 2024.
Monica Tagoai, née le 17 octobre 1998 à Apia (Samoa), est une joueuse internationale néo-zélandaise de rugby à XV. Elle évolue aux postes de centre et d'ailière pour les Hurricanes Poua dans le Super Rugby Aupiki et représente Wellington au niveau provincial.

## Biographie
Monica Tagoai naît le 17 octobre 1998 à Apia aux Samoa. Lorsqu'elle a trois ans, elle émigre avec sa famille en Nouvelle-Zélande.
Plus tard, elle pratique le rugby à XV et fait ses débuts pour Wellington contre Waikato en 2016 dans le cadre de la Farah Palmer Cup. Elle joue pour cette équipe à quarante reprises depuis lors.
Elle est sélectionnée pour la première fois avec les Black Ferns pour un match remporté 67 à 6 contre les États-Unis à Soldier Field en 2018. Pour sa deuxième sélection, les Black Ferns sont battues 27-30 par la France à Grenoble,.
En 2021, Tagoai rejoint les Hurricanes Poua pour la saison inaugurale du Super Rugby Aupiki. Elle participe à leurs deux matchs contre les Chiefs Manawa et Matatū,,,.